# Bastian Omokoko
Bastian Omokoko (* 25. August 1976) ist ein ehemaliger deutscher Basketballspieler.

## Laufbahn
Omokoko rückte 1994 aus der eigenen Jugend kommend in das Bundesliga-Aufgebot des MTV 1846 Gießen auf. Der 1,94 Meter große Flügelspieler kam während der Saison 1995/96 zu seinem einzigen Spieleinsatz in der Basketball-Bundesliga.
1996 wechselte er aus Gießen zum Zweitligisten TuS Lichterfelde nach Berlin und war bis 1998 Mannschaftsmitglied. Beim Hauptstadtverein spielte Omokoko unter Trainer Emir Mutapčić und war Mannschaftskollege von Mithat Demirel, Stipo Papić und Thomas Tripp. Omokoko studierte an der Technischen Universität Berlin sowie 2001 und 2002 an der University of Newcastle in Australien. 2009 wurde an der Rheinisch-Westfälischen Technischen Hochschule Aachen seine Doktorarbeit zum Thema „Genetische Grundlagen der Metabolisierung phenolischer Verbindungen durch Geobacillus stearothermophilus zur biosensorischen Nutzung“ angenommen.